# Eisenberg (Pfalz)
Eisenberg (Pfalz) este un oraș din landul Renania-Palatinat, Germania.